# Alt-Geroldseck
Alt-Geroldseck, más néven Rauhkasten, a Hohengeroldseck romjaitól 1750 méterre északra, egy 604 méter magas hegyen álló, romos állapotban lévő vár  Baden-Württemberg, Ortenau járásában, Seelbach település, Schönberg részén.

## Története

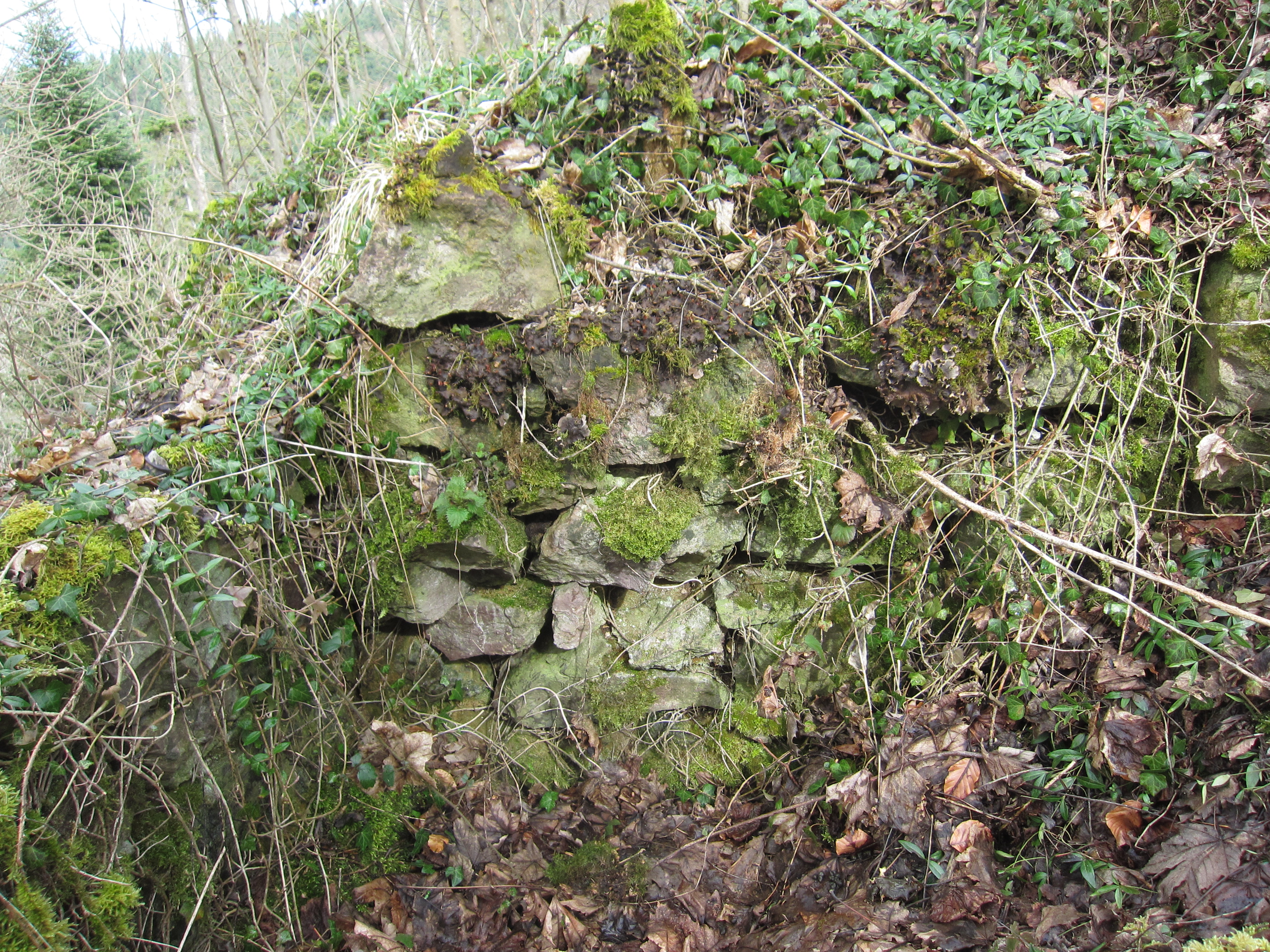
A várfal maradványai

A várat a 12. században építették a Geroldseck urak, és 1139-ben említik először oklevelek. 1277-ben a várat feladták a Hohengeroldseckek. Ezután a vár állapota folyamatosan romlott. A kis, mindössze 400 négyzetméteres várkomplexumból csak a várfal és a palota, valamint a várárok néhány maradványa maradt meg.

## Fordítás
- Ez a szócikk részben vagy egészben  a   Burg Alt-Geroldseck című német Wikipédia-szócikk fordításán alapul.  Az eredeti cikk szerkesztőit annak laptörténete sorolja fel. Ez a jelzés csupán a megfogalmazás eredetét és a szerzői jogokat jelzi, nem szolgál a cikkben szereplő információk forrásmegjelöléseként.